# Haritan
Haritan (arab. حريتان) – miasto w Syrii, w muhafazie Aleppo. W 2004 roku liczyło 12 937 mieszkańców.